# Amenti
Amenti (auch Amenu) ist ein altägyptischer Gott, der „Westliche“, das männliche Pendant zu Amentet. Amenti lebte in einem Baum am Rande der Wüste. Er bewachte den Eingang zur Duat und empfing die neuen Toten mit Brot und Wasser.

## Hintergrund

### Neues Reich
Im Neuen Reich entsteht aus der Verschmelzung mit dem Totengott Amenu des Alten Reichs die neue Erscheinungsform Amenti. Zugleich ist Amenti als Re der „gerechtfertigte Tote“; ein Titel den bereits im Alten Reich die Könige bei ihrem Tod und anschließendem Übergang in die Duat als vorher lebender Horus innehatten. Mit dem später einsetzenden Re-Kult ging die Bezeichnung von Horus auf Re über.
Amenti ist zudem „Vorsteher seines Geheimnisses“ und „Vorsteher des geheimnisvollen Ackers“ in Verbindung mit dem Lattichgarten des Gottes Min. Ergänzend erscheint Amenti als „Erzeuger der Leichname, die er im Westen zufriedenstellt“. Er stand im Neuen Reich unter dem persönlichen Schutz des Re und trat als Schutzgott des Osiris und der Verstorbenen mit dem Titel „Gott des verborgenen Armes“ auf.

### Darstellungen
Ikonografisch wurde Amenti als liegender Gott abgebildet, aus dem Horus hervorkroch. In der griechisch-römischen Zeit kam die Darstellung als heilige Schlange hinzu, die als Schutzgottheit über den dritten unterägyptischen Gau wachte.